# Sphecodoptera
Sphecodoptera é um gênero de traça pertencente à família Brachodidae.